# フランチェスコ2世・スフォルツァ
フランチェスコ2世・スフォルツァ（イタリア語：Francesco II Sforza，1495年2月4日 - 1535年11月2日）は、ミラノ公（在位：1521年 - 1535年）。最後のスフォルツァ家出身のミラノ公である。

## 生涯
フランチェスコ2世はミラノ公ルドヴィーコ・スフォルツァとベアトリーチェ・デステの次男である。父ルドヴィーコがイタリア戦争の過程でミラノから追放されたとき、ルドヴィーコはフランチェスコを神聖ローマ皇帝マクシミリアン1世の宮廷まで伴った。皇帝マクシミリアン1世はフランチェスコの従姉妹ビアンカ・マリアと結婚していた。フランチェスコは聖職者となることが決められた。父ルドヴィーコはフランス王ルイ12世によりロシュ城に監禁され、1508年に死去した。しかし1521年に神聖ローマ皇帝カール5世がミラノを再びフランスより奪い、フランチェスコはミラノ公とされた。しかし、フランチェスコ2世の主権はミラノがスペイン軍により占領されていたため制限されたままであった。
フランチェスコ2世は20年間の戦いで疲弊しきっていた自らの公国に戻り、文化的および経済的回復を促進させた。1522年、フランチェスコ2世はビコッカの戦いにおいて皇帝側として戦った。1526年、フランス王フランソワ1世、ローマ教皇クレメンス7世およびフィレンツェ共和国とともにコニャック同盟戦争に参加し、スフォルツェスコ城で包囲された。
1534年5月4日、フランチェスコ2世はデンマーク王クリスチャン2世とイサベル・デ・アウストリアの娘で、カール5世の姪にあたる12歳のクリスティーナと結婚した。この結婚で子供は生まれなかった。1535年のフランチェスコ2世の死がきっかけとなり、第四次イタリア戦争が勃発した。異母弟ジョヴァンニ・パオロがフランチェスコ2世の死後一時期ミラノ公位を主張したが、同年のうちに謎の死を遂げた。